# Instytut Geofizyki Polskiej Akademii Nauk

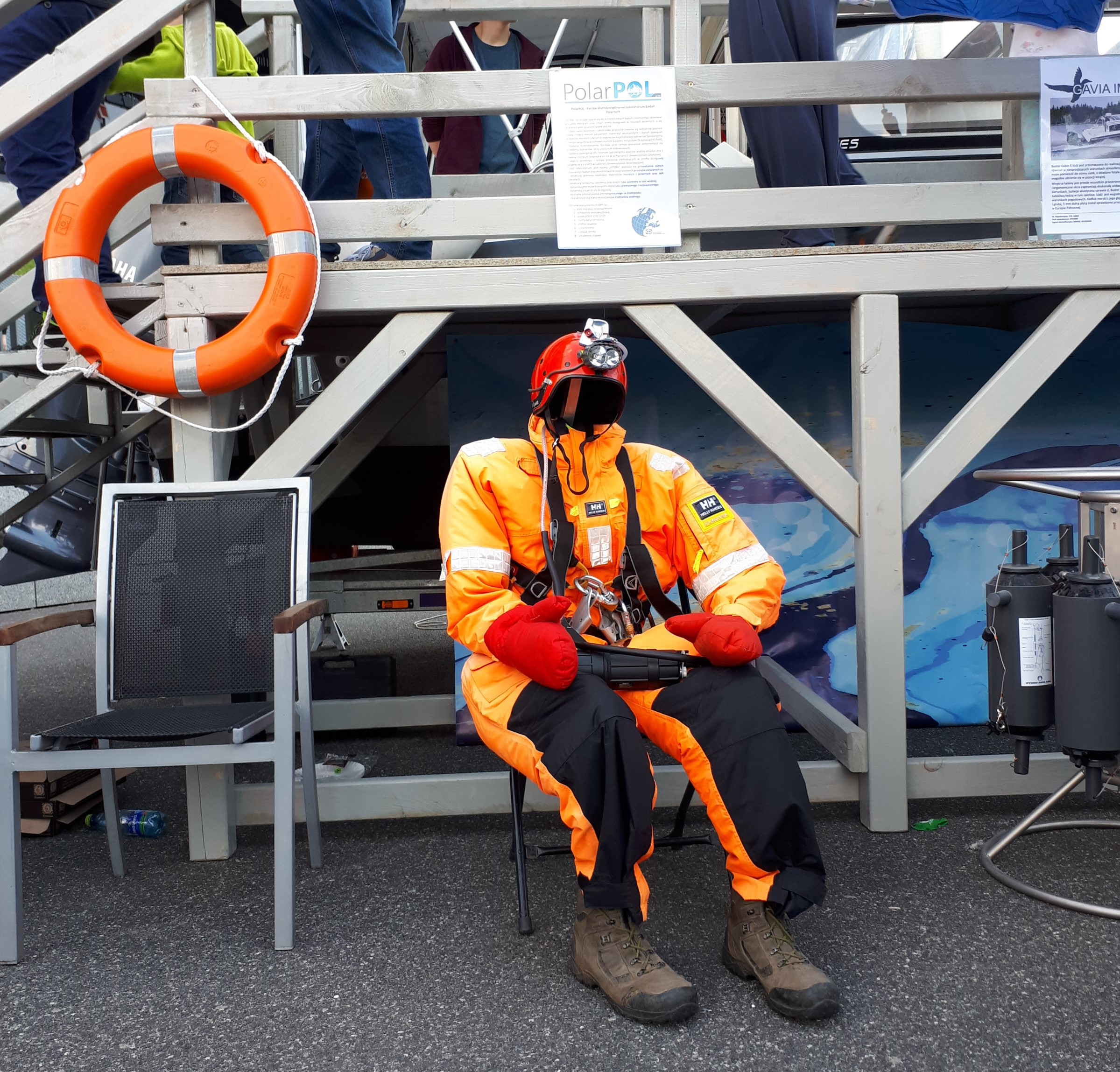
Stanowisko Instytutu Geofizyki PAN podczas 23. Pikniku Naukowego. Prezentacja polskich wypraw polarnych.

Instytut Geofizyki Polskiej Akademii Nauk – instytut naukowy Polskiej Akademii Nauk z siedzibą w Warszawie, zajmujący się badaniem oraz monitorowaniem procesów geofizycznych. Jest członkiem Centrum Badań Ziemi i Planet – GeoPlanet. Od 2023 r. dyrektorem Instytutu jest prof. dr hab. Paweł M. Rowiński. 

## Historia
Instytut Geofizyki działa od roku 1952, początkowo (do roku 1970) jako Zakład Geofizyki. W początkowym okresie badania w nim prowadzone ograniczały się do wybranych zagadnień z zakresu sejsmologii, fizyki wnętrza Ziemi oraz magnetyzmu ziemskiego; stopniowo dochodziły inne dziedziny geofizyki: fizyka atmosfery, jonosfery i magnetosfery, oceanologia, geodezja planetarna, hydrologia. Znaczne rozszerzenie zakresu badań nastąpiło w związku z Międzynarodowym Rokiem Geofizycznym w latach 1957/1958. Instytut włączył się wtedy w badania międzynarodowe, organizowano wyprawy polarne i zwrotnikowe, założono stacje geofizyczne w rejonach polarnych i w Wietnamie.
Instytut dysponuje bardzo długimi, w skali międzynarodowej, seriami danych pomiarów geofizycznych, głównie sejsmologicznych i magnetycznych, jak również pomiarów ozonu atmosferycznego i promieniowania UV.
Główną placówką eksperymentalną jest Centralne Obserwatorium Geofizyczne w Belsku, którego budowę rozpoczęto podczas Międzynarodowego Roku Geofizycznego, a ukończono osiem lat później. Wybitne znaczenie międzynarodowe mają wyniki badań głębokich struktur skorupy ziemskiej metodami sejsmologii eksplozyjnej, prowadzone od 1965 roku oraz sondowania geomagnetyczne. Koncentrowały się one w szczególności na badaniu głębokich struktur w rejonie strefy Teisseyre’a-Tornquista. Instytut zyskał również światową pozycję w dziedzinie badań dotyczących sejsmologii górniczej. Prowadzone jednocześnie w szerokim zakresie prace teoretyczne zaowocowały szeregiem istotnych, uznanych w świecie wyników, zwłaszcza w dziedzinie fizyki trzęsień ziemi.
W latach 1973–1978 niektóre Zakłady odłączyły się od Instytutu Geofizyki PAN, tworząc samodzielne placówki naukowe: Instytut Oceanologii PAN oraz Centrum Badań Kosmicznych PAN.

## Przedmiot badań
W Instytucie prowadzi się obecnie badania z następujących dziedzin:
- Sejsmologia – analiza trzęsień ziemi i wstrząsów indukowanych działalnością górniczą, sejsmiczność obszaru Polski,

- Sejsmiczne badania litosfery – struktura i geodynamika skorupy i górnego płaszcza Ziemi uzyskiwana w oparciu o głębokie sondowania sejsmiczne i sejsmiczność naturalną.organizacja oraz interpretacja aktywnych i pasywnych eksperymentów sejsmicznych, mających na celu rozpoznanie budowy skorupy i górnego płaszcza Ziemi,
- Obrazowanie geofizyczne - rozwijanie i stosowanie nowatorskich technik obrazowania, zwłaszcza opartych na pełnym polu falowym, przetwarzaniu sejsmicznym, obrazowaniu głębokościowym i odszumianiu danych sejsmicznych.
- Geofizyka teoretyczna – analiza praw fizycznych rządzących procesami geofizycznymi oraz rozwijanie matematycznych i numerycznych metod opisu tych zjawisk,

- Magnetyzm – rozwijanie metod badań magnetotellurycznych, modelowanie numeryczne procesów indukcji elektromagnetycznej we wnętrzu Ziemi, regionalne badania struktury skorupy Ziemi, badania paleomagnetyczne i właściwości magnetyczne skał intruzyjnych i osadowych,

- Badania polarne i morskie – analiza danych geofizycznych i środowiskowych uzyskiwanych w Polskiej Stacji Polarnej na Spitsbergenie, badania zmian abiotycznych cech środowiska przyrodniczego w strefach polarnych,

- Hydrologia i hydrodynamika – transport i mieszanie zanieczyszczeń w wodach powierzchniowych, modelowanie transformacji fali powodziowej za pomocą modeli hydraulicznych oraz hydrologicznych, modelowanie ryzyka powodzi poprzez wdrożenie najnowszych osiągnięć statystycznej teorii zjawisk ekstremalnych, zmiany klimatu,

- Fizyka atmosfery – analiza zmienności warstwy ozonowej i promieniowania słonecznego w różnych skalach czasowych, przezroczystość atmosfery, elektryczność atmosfery, struktura chmur burzowych i wyładowań.

## Obserwatoria

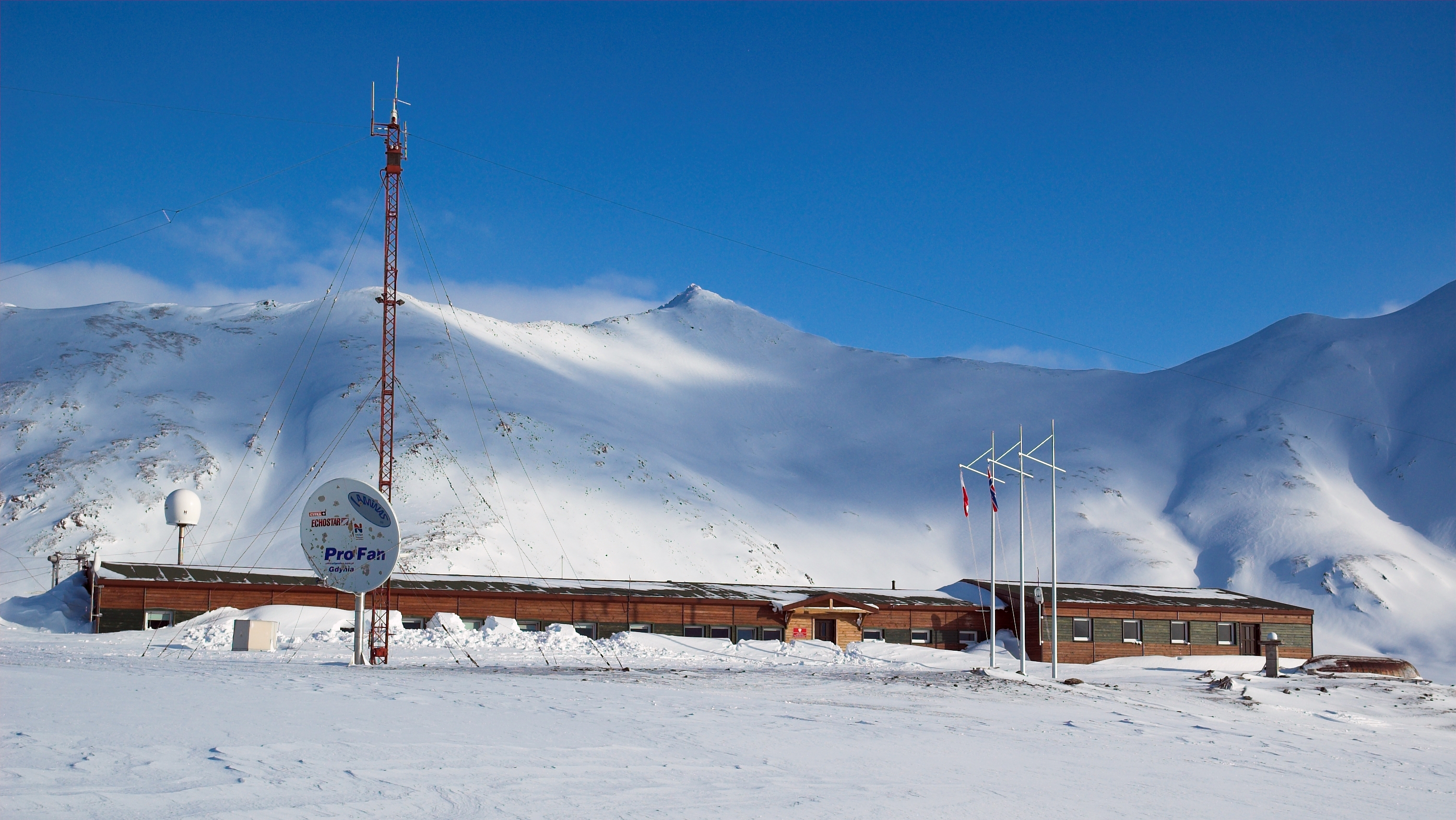
Polska Stacja Polarna Hornsund; autor: Adam Nawrot

Obecnie dane geofizyczne gromadzone są w obserwatoriach na terenie Polski oraz w Stacji Polarnej na Spitsbergenie.
- Centralne Obserwatorium Geofizyczne w Belsku – BEL (sejsmologia, fizyka atmosfery, magnetyzm ziemski)[4]
- Górka Klasztorna – GKP (sejsmologia)
- Kalwaria Pacławska – KWP (sejsmologia)
- Książ – KSP (sejsmologia)
- Niedzica – NIE (sejsmologia)
- Racibórz – RAC (sejsmologia)
- Suwałki – SUW (sejsmologia)
- Świder (fizyka atmosfery)
- Hel (magnetyzm ziemski)